# Station Wiesbaden Igstadt
Station Wiesbaden Igstadt is een spoorwegstation in de Duitse plaats Igstadt, Wiesbaden. Het station werd in 1879 geopend aan de Spoorlijn Wiesbaden - Niedernhausen.

## Treinverbindingen
De volgende treinseries stoppen momenteel (2011) in Wiesbaden Ost:
| Spoorlijn:                | Treinsoort: | Route:                                                                     | Bijzonderheden: |
| ------------------------- | ----------- | -------------------------------------------------------------------------- | --------------- |
| Wiesbaden - Niedernhausen | RB21        | Wiesbaden - Wiesbaden Igstadt - Niedernhausen (- Limburg an der Lahn) v.v. | 2× per uur      |